# Millin Bay

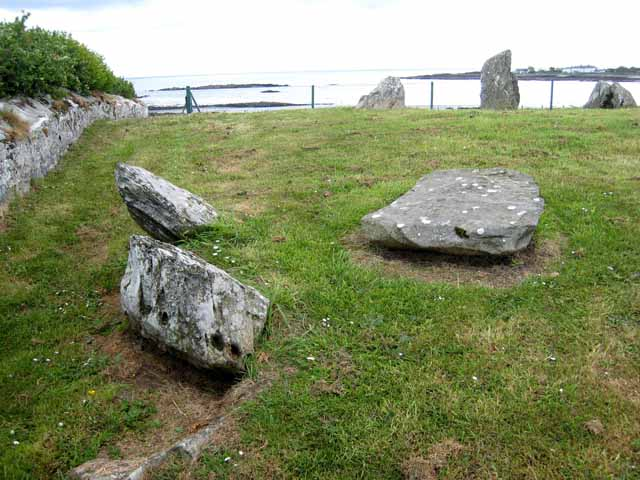
Millin Bay

Die Megalithanlage bei Millin Bay (irisch Bá an Mhillín) im County Down in Nordirland liegt bei Portaferry auf der Ards-Halbinsel und wurde 1955 von A. E. P. Collins und D. M. Waterman ausgegraben. Ihr Aufbau passt in keine der gängigen Klassifikationen irischer Megalithanlagen. Die spärlichen Funde weisen sie als spätjungsteinzeitlich aus. Sie besteht aus einer zentralen überlangen Steinkiste und einem eng gestellten Halboval aufgestellter Steinplatten, das durch ein Gegenstück aus weit gestellten und größeren Steinen ergänzt wird. Eine nord-süd verlaufende gerade Steinreihe teilt das Oval parallel zur Steinkiste und weitere sieben Steinkisten ergänzen das Ganze. Viele Steine sind mit Motiven in der Tradition der irischen Passage tombs dekoriert. 
An der wieder zugedeckten Fundstelle erscheinen nur noch die Spitzen einiger Steine auf einem von Gras bewachsenen Hügel. In den Jahren 2004/2005 wurde die Umweltgeschichte des Fundplatzes im Rahmen eines Forschungsprojektes von Rick Schulting und Barrie Hartwell untersucht.

## Funde
Die Ausgrabung deckte die exkarniert eingebrachten und zerstückelten Skelette von 15 Individuen in der lang gestreckten Steinkiste auf. Vielleicht wurde, so eine Interpretation, diese außergewöhnliche Struktur von einer Gruppe für die Knochen ihrer Vorfahren gebaut, die von anderswo hierher gebracht wurden.